# Гарсия, Эммануэль
Эммануэль Гарсия Вака (исп. Emmanuel García Vaca; 28 декабря 1989, Самора-де-Идальго, Мексика) — мексиканский футболист, полузащитник клуба «Атлетико Сан-Луис».

## Клубная карьера
Гарсия начал профессиональную карьеру в клубе «Ла-Пьедад». 18 июля 2010 года в матче против «Кафеталерос де Тапачула» он дебютировал в Лиге Ассенсо. 13 марта 2011 года в поединке против «Ирапуато» Эммануэль забил свой первый гол за «Ла-Пьедад». В 2013 году Гарсия помог клубу выйти в элиту, после чего покинул команду.
Летом того же года Эммануэль подписал контракт с «Веракрус». 21 июля в матче против «Чьяпас» он дебютировал в мексиканской Примере. 4 мая 2015 года в поединке против «Леонес Негрос» Гарсия забил свой первый гол за «Веракрус».
В начале 2016 года Эммануэль перешёл в «Пачуку». 9 января в матче против «Тихуаны» он дебютировал за новую команду. 8 мая в поединке против «Чьяпас» Гарсия забил свой первый гол за «Пачуку». В своём дебютном сезоне Эммануэль помог клубу выиграть чемпионат, а через год победить в Лиге чемпионов КОНКАКАФ.

## Достижения
Командные
 «Пачука»
- Чемпионат Мексики по футболу — Клаусура 2016
- Победитель Лиги чемпионов КОНКАКАФ — 2016/2017